# Parinaud-Syndrom
Unter dem Parinaud-Syndrom, benannt nach seinem Beschreiber Henri Parinaud, versteht man das Auftreten einer vertikalen Blicklähmung und weiterer neurologischer Ausfälle durch eine Schädigung der Hirnnervenkerne im Bereich des Mittelhirns. Es kommt zusätzlich zu fehlender Konvergenzreaktion der Augen, Nystagmus und erweiterter Pupille (Mydriasis) bei fehlendem Pupillenreflex. Durch die vertikale Blicklähmung kann das betroffene Auge keine Folge- und Kommandobewegungen nach oben, wesentlich seltener auch nicht nach unten durchführen. Reflektorisch ist dies jedoch möglich (Puppenkopfphänomen).
Eine Schädigung der Augenmuskelnerven oder deren Kerne im Mittelhirn beziehungsweise koordinierender Zentren im Mittelhirndach (Tektum, Vierhügelplatte) und in der benachbarten Area pretectalis (Praetektum) kann durch eine Aquäduktstenose, einen Hirntumor (Pinealom), Multiple Sklerose, eine Enzephalitis oder einen Hirninfarkt nach Durchblutungsstörung verursacht werden. Bei Kleinkindern und Neugeborenen ist das Parinaud-Syndrom ein charakteristisches Zeichen für eine Steigerung des Hirndruckes mit begleitendem Sonnenuntergangsphänomen. Da es meistens zur beidseitigen Schädigung kommt, sind auch beide Augen betroffen. Die Behandlung ist abhängig von der auslösenden Erkrankung.

## Sonstiges
Das Parinaud-Syndrom darf nicht mit der Parinaud-Krankheit verwechselt werden, einer Infektion mit dem Bakterium Francisella tularensis. Als Okuloglanduläres Syndrom Parinaud wird das Auftreten einer einseitigen Konjunktivitis in Verbindung mit Lymphknotenschwellungen vor dem Ohr und unter dem Kiefer bezeichnet. Es kommt nicht nur bei der Parinaud-Krankheit, sondern auch bei Syphilis, Tuberkulose und Pilzinfektionen vor.